# Batasio batasio
Batasio batasio es una especie de pez de la familia Bagridae en el orden de los Siluriformes.

## Morfología
Los machos pueden llegar alcanzar los 10 cm de longitud total.

## Distribución geográfica
Se encuentra en la India, Bangladés, Nepal y Bután.